# Петріке Кераре
Петріке Кераре (рум. Petrică Cărare; нар. 22 травня 1963, село Івенешть, повіт Васлуй) — румунський борець греко-римського стилю, чемпіон Європи серед молоді, дворазовий срібний призер чемпіонатів Європи серед дорослих, учасник двох Олімпійських ігор.

## Життєпис
Боротьбою почав займатися з 1980 року.
Виступав за спортивне товариство «Динамо» Бухарест. Тренер — Ніколае Мартінеску.
По завершенні спортивної кар'єри став тренером. У грудні 2021 року був призначений тренером національної олімпійської збірної з греко-римської боротьби.

## Спортивні результати на міжнародних змаганнях

### Виступи на Олімпіадах
| Змагання                    | Збірна  | Вагова категорія                 | Місце |
| --------------------------- | ------- | -------------------------------- | ----- |
| Літні Олімпійські ігри 1988 | Румунія | греко-римська боротьба, до 68 кг | 4     |
| Літні Олімпійські ігри 1992 | Румунія | греко-римська боротьба, до 68 кг | 9     |

### Виступи на Чемпіонатах світу
| Змагання                        | Збірна  | Вагова категорія                 | Місце |
| ------------------------------- | ------- | -------------------------------- | ----- |
| Чемпіонат світу з боротьби 1987 | Румунія | греко-римська боротьба, до 68 кг | 11    |
| Чемпіонат світу з боротьби 1990 | Румунія | греко-римська боротьба, до 68 кг | 4     |
| Чемпіонат світу з боротьби 1994 | Румунія | греко-римська боротьба, до 68 кг | 23    |

### Виступи на Чемпіонатах Європи
| Змагання                         | Збірна  | Вагова категорія                 | Місце  |
| -------------------------------- | ------- | -------------------------------- | ------ |
| Чемпіонат Європи з боротьби 1987 | Румунія | греко-римська боротьба, до 68 кг | 4      |
| Чемпіонат Європи з боротьби 1988 | Румунія | греко-римська боротьба, до 68 кг | Срібло |
| Чемпіонат Європи з боротьби 1990 | Румунія | греко-римська боротьба, до 68 кг | Срібло |
| Чемпіонат Європи з боротьби 1991 | Румунія | греко-римська боротьба, до 68 кг | 9      |
| Чемпіонат Європи з боротьби 1992 | Румунія | греко-римська боротьба, до 68 кг | 4      |
| Чемпіонат Європи з боротьби 1993 | Румунія | греко-римська боротьба, до 74 кг | 5      |
| Чемпіонат Європи з боротьби 1994 | Румунія | греко-римська боротьба, до 68 кг | 11     |

### Виступи на інших змаганнях
| Змагання                           | Збірна  | Вагова категорія                 | Місце  |
| ---------------------------------- | ------- | -------------------------------- | ------ |
| Гран-прі Німеччини з боротьби 1985 | Румунія | греко-римська боротьба, до 68 кг | Срібло |
| Гран-прі Німеччини з боротьби 1986 | Румунія | греко-римська боротьба, до 68 кг | Бронза |
| Золотий Гран-прі з боротьби 1987   | Румунія | греко-римська боротьба, до 68 кг | Золото |
| Гран-прі Німеччини з боротьби 1987 | Румунія | греко-римська боротьба, до 68 кг | 4      |
| Гала гран-прі FILA 1987            | Румунія | греко-римська боротьба, до 68 кг | Бронза |
| Гран-прі Німеччини з боротьби 1988 | Румунія | греко-римська боротьба, до 68 кг | Срібло |
| Гран-прі Німеччини з боротьби 1989 | Румунія | греко-римська боротьба, до 68 кг | 4      |
| Гран-прі Німеччини з боротьби 1990 | Румунія | греко-римська боротьба, до 68 кг | 5      |
| Гран-прі Німеччини з боротьби 1992 | Румунія | греко-римська боротьба, до 68 кг | 4      |
| Гран-прі Німеччини з боротьби 1993 | Румунія | греко-римська боротьба, до 74 кг | 8      |

### Виступи на змаганнях молодших вікових груп
| Змагання                                           | Збірна  | Вагова категорія                 | Місце  |
| -------------------------------------------------- | ------- | -------------------------------- | ------ |
| Балканський чемпіонат з боротьби серед молоді 1983 | Румунія | греко-римська боротьба, до 62 кг | Золото |
| Чемпіонат Європи з боротьби серед молоді 1986      | Румунія | греко-римська боротьба, до 68 кг | Золото |